# B. G. (Rapper)
B.G. (* 3. September 1980 in New Orleans, Louisiana; eigentlich Christopher Dorsey) ist ein US-amerikanischer Rapper.

## Leben
Dorsey wuchs in New Orleans auf, bekam bereits im Alter von 14 Jahren einen Vertrag bei Cash Money Records und veröffentlichte in den späten neunziger Jahren seine ersten Alben, die zu lokalen Erfolgen wurden. 1999 folgte das Album Chopper City in the Ghetto, das von der RIAA mit Platin ausgezeichnet wurde. 
Nach einem Streit mit seinem Label im Jahr 2002 verließ er dieses und gründete bei Koch Records sein eigenes Label Choppa City. Es folgten Disstracks gegen seine ehemaligen Kollegen Baby (heute Birdman) und gegen Lil Wayne (mit dem er sich mittlerweile wieder versöhnt hat). Bei seinem neuen Label hatte er ebenfalls Erfolg, wie z. B. mit seinem Album The Heart Of Tha Streetz vol. 2, das es bis in die Top 10 der Billboard 200 schaffte. Für Anfang 2008 war das Album Too Hood to Be Hollywood angekündigt, jedoch ist es erst im Dezember 2009 erschienen.

## Diskografie

### Alben
- 1995: True Story
- 1997: Chopper City
- 1997: It's All on U, Vol. 1
- 1997: It's All on U, Vol. 2
- 1999: Chopper City in the Ghetto
- 2000: Checkmate
- 2003: Livin' Legend
- 2004: Life After Cash Money
- 2005: The Heart of tha Streetz, vol. 1
- 2006: The Heart of tha Streetz, vol. 2
- 2009: Too Hood to Be Hollywood

### Singles
- 1999: Bling Bling (feat. Baby, Turk, Juvenile & Lil Wayne)
- 1999: Cash Money Is an Army
- 2004: I Want It
- 2005: Where da At
- 2006: Move Around (feat. Mannie Fresh)
- 2008: For a Minute (feat. T.I.)
- 2008: Ya Heard Me (feat. Trey Songz, Lil Wayne & Juvenile)